# Aphaobius
Aphaobius é um género de besouro pertencente à família Leiodidae.
As espécies deste género podem ser encontradas no sul da Europa.

## Espécies
Espécies (lista incompleta):
- Aphaobius alphonsi Müller, 1914
- Aphaobius angusticollis Bognolo & Vailati, 2010
- Aphaobius brevicornis Mandl, 1940